# ベロクロン
ベロクロンは、特撮テレビドラマ『ウルトラマンA』をはじめとする「ウルトラシリーズ」に登場する架空の超獣。別名はミサイル超獣。

## 『ウルトラマンA』に登場するベロクロン
『ウルトラマンA』第1話「輝け！ ウルトラ五兄弟」に登場。
異次元人ヤプールが超獣製造機で宇宙生物とサンゴを合成させた、地球侵略用超獣第1号である。
手からは敵の動きを止めるリング状の金縛り光線（テリブルハンドリング）やブーメラン状光線、白色光線や炸裂弾を放射し、口からは100万度の火炎を吐く。また、全身の突起物はミサイルの発射口になっており、口内にも2連装カタパルト式中型ミサイルを装備している。さらに舌から出す唾液は強酸性であり、ビルなどもたやすく変質させる。直接死に至る弱点はないが、口内を攻撃されると体内の高圧電気胃袋で自爆が起こり、しばらく動けなくなる。
第1話冒頭に登場し、広島県福山市を蹂躙する。地球防衛軍の戦闘機部隊をまず火炎放射で迎撃し、背後に回れば全身からのミサイル一斉発射、そして弾切れと見せかけて油断させ、口からの乱射で全滅させるという知略を見せる。防衛軍の戦闘機部隊を一掃した後、北斗星司のタンクローリー特攻でダメージを受け、撤退する。その後は東京に現れ、東京タワーをへし折るなど破壊の限りを尽くし、TACやウルトラマンAと交戦する。Aとの戦いではミサイルがまったく通用せず劣勢だったが、火炎放射で怯ませたうえ、金縛り光線で動きを止めてからのレーザー光線で苦戦させる。カラータイマー点滅まで追い込むが、口にパンチレーザーを受けてミサイルと火炎を封じられ、エースリフターで放り投げられた後、メタリウム光線を受けてその場に倒れ込み、絶命する。
- スーツアクター：河合徹
- デザインは井口昭彦が担当した[出典 5]。背中側がサンゴ、手前側が宇宙怪獣と想定している[11][14]。宇宙生物とサンゴの合体という設定が反映され、放電えらや樹枝状のミサイルえらが身体の各所から生えている[13]。造形では、上半身の樹枝状のパーツはやや抑え気味となっている[13]。
- 造型は、ツエニーが担当[15][14]。粘土原型は村瀬継蔵が手がけた[15][14]。工房から運び出される際の写真と撮影時とではスーツの形状が異なっており、この間に改修されたものとみられるが、詳細は不明である[12]。
- 当初は広島県広島市に出現する設定で、原爆ドームを襲撃・破壊するシーンがあり、撮影も一通りされていたが、中国放送の意見や被爆者・関係者への配慮のため、一部シーンは削除されて同県内の有力都市・福山市に出現するという設定に変更された[16]。
- 出現時に各部のアップを見せる演出は、特撮班助監督の川北紘一が提案したものである[17]。川北は、自身の特撮監督デビュー作である第19話や助監督として参加した映画『ゴジラ対メカゴジラ』でも、同様の手法を用いている[17]。
- DVD『ウルトラマンA怪獣大百科』では、口からの火炎の温度が3万度と紹介されている。
- 内山まもるの漫画版では、最終回に登場。ベロクロンを倒した北斗は梅津ダンに2つのウルトラリングを授けた後、光の国へ帰還している。

### ベロクロン二世
第48話「ベロクロンの復讐」に登場。
女ヤプールが操る別個体のベロクロン。女ヤプールが地獄から連れてきたとされる。初代との相違点は、全身の基本カラーリングが黒から緑に変わった点、体型が細く若干えらが少なくなった点、瞳のある白目（初代は赤一色）、まっすぐだった鼻先の突起が斜め向きになっている点、尻尾が生えている点、胸や腹に付いているイボ状の突起物の形が変わった点、鼻先の突起からの怪光線発射能力、および口から泡状の毒液を吐けるようになった点。
TACは前回の戦いを研究したうえで戦うが、初代の弱点だった口内への攻撃はあまり効果を上げられず、初代にはなかった能力である鼻先の突起からの怪光線に不意を突かれ、全機とも撃墜される。Aとキャッチボールや相撲を取りながら戦うが、最後はAに折られた鼻先の突起を腹部に突き刺されて絶命し、亡骸は宇宙へ運ばれる。
- 身長・体重・鳴き声は初代と同一であるが、着ぐるみは別物。マッハレスの改造とされる[出典 8]。
- 北斗星司が女ヤプールに対し、「ベロクロンそっくりの超獣を操って俺の命を狙うからには…」と発言していることから、北斗がベロクロン二世を初代そのものではないと見ていることが示唆されている。
- 書籍『週刊 ウルトラマンオフィシャルデータファイル』では、「ベロクロン二世に幻影能力があるのかは不明」とされている[25]。

## 『ウルトラマンタロウ』に登場するベロクロン
『ウルトラマンタロウ』第30話「逆襲！ 怪獣軍団」に登場。
ウルトラマンAに倒されたベロクロン二世がさらに改造・強化された超獣で、巨大ヤプール（改造）が操る怪獣軍団の1体である。
ZATや海野八郎の奮戦によって窮地に立たされたベムスター（改造）とサボテンダー（改造）の援護に、巨大ヤプール（改造）が最後の手段として繰り出す。赤い球に乗って出現し、ヤプールの命令に従ってサボテンダー（改造）と交戦中のタロウを背後から襲撃しようとするが、ZATのスカイホエールの猛攻撃に妨害され、反撃対象をZATに変更する。しかし、無抵抗のままスカイホエールのミサイルとレーザービームを浴び続けた結果、タロウと交戦する前に絶命する。
- 巨大ヤプール（改造）からは単に「ベロクロン」と呼ばれる。
- 着ぐるみはベロクロン二世のものを一部改造して流用しているが[23]、『ウルトラマンA』の放送終了後にアトラクションで酷使されていたため、劣化している[33]。
- 劇中ではタロウと交戦していないが、書籍ではベムスターやサボテンダーとともにタロウと対峙しているスチール写真が用いられている[23]。
- オープニングに名前のテロップ表記がない。
- 劇中では武器を使用しなかったが、書籍ではベロクロン二世より強化された火炎、ミサイル、ベロクロ液、鼻の角からの光線発射能力と設定されている[41]。3DSおよびPSPソフト『ロストヒーローズ』では、この能力が使用される。

## 『ウルトラマンメビウス』に登場するベロクロン
『ウルトラマンメビウス』第26話「明日への飛翔」に登場。
『ウルトラマンA』や『ウルトラマンタロウ』に登場したベロクロンの別個体。ドキュメントTACとドキュメントZATに出現記録が残されている。
外見は初代とほぼ同一であるが、鼻先の角と足の棘が黒色から金色に変わっている。全身の赤い突起物からは無数の小型ミサイルを、口の中に隠し持った砲門からは強力な大型ミサイルと火炎を放つ（火炎については設定のみで未使用）。ヤプールの怨念に従い、異次元ゲートを開いて地上へ巨大なヤプールエネルギーを解き放つべく出現する。一度はGUYSのリージョン・リストリクターによってゲートを閉じられるものの、1発のみ通過したミサイルによってサコミズ隊長に重傷を負わせる。その後、サコミズの不在に動揺するGUYSの予想より早く再出現し、ヤプールの大攻勢の初陣として市街地へ進撃する。圧倒的な火力によってGUYSの戦闘機群を苦しめ、巨大異次元ゲート封印のために飛翔したフェニックスネストも撃墜しようとするが、メビウスに妨害されて失敗する。最後はディメンショナル・ディゾルバーによってゲートを半永久に塞がれたために援軍を失って動揺し、GUYSの皆が力を合わせたガンフェニックストライカーの「インビンシブル・フェニックス」とメビウスのメビュームシュートの連続攻撃を受け、爆死する。
- スーツアクター：末永博志
- 本作品では、無数のミサイルがCGで表現されている。モーションディレクターをアニメ「マクロスシリーズ」などで知られる板野一郎が務め、いわゆる板野サーカス風のスピードと迫力のある空中戦が描かれた。

## 『ウルトラギャラクシー大怪獣バトル』に登場するベロクロン
『ウルトラギャラクシー大怪獣バトル』第11話「ウルトラマン」に登場。
ブルトンによって惑星ボリスへ呼び寄せられ、ヴィンセント島の結界を破って上陸し、ゴモラと交戦する。その途中でドラゴリーが援軍として現れたうえ、ゴモラの援軍としてエレキングも現れたため、2対2の戦いに突入する。得意のミサイル攻撃でゴモラを追い詰めるが、ZAPの攻撃で口のミサイル発射口を破壊され、最後は超振動波を受けて倒される。
だが、この戦いでレイたちZAPクルーは、家族を失ったために怪獣を嫌悪しているアトウから、ヴィンセント島に怪獣が出現した原因であると疑われてしまった。
- スーツアクター：相馬絢也
- オープニングではゴルザと戦っている。

## 『大怪獣バトル ウルトラ銀河伝説 THE MOVIE』に登場するベロクロン
映画『大怪獣バトル ウルトラ銀河伝説 THE MOVIE』に登場。
ウルトラマンベリアルのギガバトルナイザーの力で怪獣墓場から復活し、ベリアルが操る怪獣軍団の1体となる。怪獣墓場での決戦ではウルトラセブンやウルトラマンゼロと戦うが、最後はゼロのゼロスラッガーで爆死する。
また、百体怪獣ベリュドラの右腕を構成する怪獣の1体となっている。

## 『ウルトラマンサーガ』に登場するベロクロン
『ウルトラマンサーガ』ディレクターズカット版、および『ウルトラマン列伝』第39話「超決戦！ウルトラヒーロー!!」（該当シーンを交えたスペシャル総集編）に登場。別名は怪獣兵器。
バット星人がハイパーゼットンのスフィアを中核に再生・強化改造した怪獣兵器の1体。首や胸にスフィアの発光器官が着いている。他の4体（アントラー、キングパンドン、ブラックキング、タイラント）と共に地球（フューチャーアース）に送り込まれ、ウルトラマンAと戦うが、最後はメタリウム光線で倒される。

## 『ウルトラマンギンガS』に登場するベロクロン（SD）
『ウルトラマンギンガS』第10話「未来への聖剣」に登場。
ガッツ星人ボルスト（SD）が2人に分身し、ドラゴリー（SD）と共にモンスライブ。どちらにもボルスト自身がライブしているという特性を活かした連携を駆使し、ウルトラマンビクトリーを圧倒する。ドラゴリー（SD）が毒の牙でビクトリーを敗北させた後はひとまず撤退し、再度現れた際にはウルトラマンギンガストリウムと交戦する。こちらもドラゴリー（SD）とのタッグで翻弄し、さらにはUPGのハイパーレーザーも分身で難なく回避すると、無理を押して現れたビクトリーと彼を守るために現れたシェパードンに標的を変える。ビクトリーを庇おうとするシェパードンの攻撃に逆上し、2体分のゼンメストロアタックでシェパードンを殺害するが、その魂が作り出したシェパードンセイバーをビクトリーが手にした結果、形勢は逆転する。最後はビクトリーへの援護に奮起したギンガストリウムのギンガスパークランス投擲攻撃を受けて身動きが取れなくなり、シェパードンセイバーフラッシュを受けてドラゴリー（SD）共々倒される。
- スーツアクター：力丸佳大

## 『ウルトラファイトビクトリー』に登場するベロクロン
『ウルトラファイトビクトリー』に登場。
ヤプールがレオ兄弟に差し向けるため、バキシムやドラゴリーと共に惑星グアに送り込まれる。バキシムと組んでウルトラマンレオと戦うが、その後に因縁のあるウルトラマンAとも戦いを繰り広げる。最後はベロクロミサイルをAに回避され、バーチカルギロチンで倒される。

## クグツベロクロン
『ウルトラマンオーブ THE ORIGIN SAGA』episode 5「あかつき 〜暁〜」からepisode 7「くるる 〜眩る〜」に登場。
クグツの毒によって狂暴化して意志を奪われたベロクロン。王立惑星カノンの軌道上においてクグツバキシムと共にウルトラマンコスモスを迎え撃つが失敗した後は地上に降り立ち、カノンの王立防衛軍による攻撃をものともせず大規模な破壊活動を経て、戦神に襲いかかる。駆けつけたオーブ、ダイナ、コスモスとも交戦するが、最終的には倒されることなくサイキによって回収される。その後の動向は不明。

## 『大怪獣バトル ULTRA MONSTERS NEO』に登場するベロクロン
『大怪獣バトル ULTRA MONSTERS NEO』第14話「暴走！ ヴィットリオ」に登場。
惑星ハマーに大量に存在しているが、登場してすぐに暴走したヴィットリオの操るEXゴモラにほとんど倒され、実際にバトルで襲いかかるのは1匹だけである。ストーリーモード以外にも、EXラウンドでヴィットリオが使役する超獣として登場する。
ステータスはスピードにやや劣るが、アタックとパワーが高く原作と同様に強力であり、EXラウンドではかなりの強さを発揮する。必殺技は、両手から光弾を連射する「テリブルスラッシュ」、体表のミサイルを一斉発射する「ゼンメストロアタック」、口内のミサイルランチャーを含むすべてのミサイル発射器官から大量のミサイルを上空に放ち、雨のように降らせて敵を攻撃する「スコールミサイル」のほか、同じく超獣であるバキシムと組ませることにより、タッグ必殺技「超獣爆撃作戦」を発動できる。

## 『大怪獣ラッシュ ウルトラフロンティア』に登場するベロクロン
データカードダスおよびそれを元にしたCGショートムービー『大怪獣ラッシュ ウルトラフロンティア』に登場。
プラズマソウルを取りこんだプラズマ怪獣として、ゲーム本編では第3弾ボス怪獣として登場。劇場版ショートムービー「VEROKRON hunting」では全身からミサイルを放つ「歩く火薬庫」と呼ばれ、ラッシュハンターズが挑む。3人が容易に近づけないほどのミサイルを放ち続けるが、バルタンバトラー・バレルとガッツガンナー・ガルムによる援護を経て覚醒したマグママスター・マグナにミサイルを投げ返され、それが口内で爆発したことによって爆散する。しかし、その爆発は惑星自体をも消滅させ、そこに眠っていた惑星規模の巨大怪獣プラズマキラーザウルスを復活させることになる。

## その他の登場作品
- 漫画
  - 本放送当時の『小学二年生』（1972年7月号）に連載された『サザエさん』では、七夕の日に短冊に「ウルトラマンA（短冊ではウルトラA）になりたい」と願い事をした磯野カツオの夢の中に現れ、短冊に書いた通りウルトラマンAとなったカツオと戦う。ベロクロンと戦ったカツオは起きた後、「やっぱりAになるのは辞める」と弱音を吐き、ヒーローは甘くないことを実感するという結末になっている。なお、作中では単に「超獣」と呼ばれている。
  - 松久壽仁の漫画版『ウルトラマンA』では、子供たちを誘拐したシルクハットの男性（正体は超獣アドルフキング）を追う北斗星司と南夕子をバキシムやブロッケンと共に襲うが、変身したAのウルトラギロチンで切り裂かれて倒される。
  - 漫画『ウルトラマン超闘士激伝』では、ヤプール軍の一員として登場したほか、超獣製造図にも描かれている。
  - 漫画『大怪獣バトル ウルトラアドベンチャー』では、第9話 - 第10話にヤプールの超獣軍団としてベロクロンとベロクロン二世が別個体でそれぞれ登場する。
- ライブステージ
  - 『ウルトラマンフェスティバル2006』のライブステージ第2部では、再び地球侵略とウルトラ兄弟抹殺を企むヤプールによって強化された個体が送り込まれる。最初はゾフィー・レオ・アストラと戦い、その後は改造エースキラーと共にメビウスを苦しめる。最後はゾフィーとエースの必殺光線で倒された。
  - 『ウルトラマンフェスティバル2010』では、ウルトラマンベリアルにテレスドンと共に召喚され、ウルトラマンと戦う。
  - 『ウルトラマンフェスティバル2014』ライブステージ第1部では、チブル星人エクセラーの配下として登場し、ウルトラマンビクトリー、ウルトラマンタロウと戦う。第2部では、EXゼットンを倒したウルトラマンゼロとウルトラの父の前に出現するが、乱入したベリアルのデスシウム光線で倒された。
- 2009年のHONDA「ステップワゴン スパーダ」のCMでは、スパーダを恐れて他の怪獣と共に道を空ける役で出演している。
- CG映像『ウルティメイトフォースゼロ アナザースペースアドベンチャー』では、ウルティメイトフォースゼロ抹殺を企む巨大ヤプールにより、バキシムやドラゴリーなど他の超獣たちと共に送り込まれてウルティメイトフォースゼロに襲いかかるが、ゼロのワイドゼロショットで倒される。
- 『ウルトラマン列伝』第21話では、ゼロが解説するエンペラ星人が光の国を襲撃したウルトラ大戦争時に引き連れていた怪獣軍団の中に、新たに姿が追加されている。

### 過去の映像を流用しての登場
いずれも映像はそれぞれの初登場作品の流用。
『ウルトラマンタロウ』
初代ベロクロンが第40話で回想シーンの35大怪獣・宇宙人の1匹として登場。鳴き声はムルチのものに変更されている。
ビデオ『ウルトラ怪獣伝説』
改造ベロクロン二世がゼットンの命令で改造ベムスター、改造サボテンダー、改造巨大ヤプールと共にウルトラマンタロウと戦うが、スカイホエールの攻撃で倒される。鳴き声はスカイドンのものに変更されている。
『大決戦!超ウルトラ8兄弟』
初代ベロクロンが北斗の回想シーンに登場する。

## その他の補足
- 『大決戦!超ウルトラ8兄弟』の脚本第1稿では、登場が予定されていた（『週刊ウルトラマンオフィシャルデータファイル』の記載より[要ページ番号]）。
- プロバスケットボールbjリーグと円谷プロダクションのコラボレーション企画として開催された、ウルトラ怪獣を各チームのマスコットキャラクターとしてチームに加える「ウルトラ怪獣ドラフト2010」ではノミネート怪獣として候補に挙がり、大阪エヴェッサよりドラフト指名された[59]。
- 『ウルトラ怪獣擬人化計画』では、ダイナマイトボディの尻がコンプレックスというベロクロンさんとして登場（キャラクターデザイン：活断層）[60]。